# Ebes
Ebes ist eine ungarische Gemeinde im Kreis Hajdúszoboszló im Komitat Hajdú-Bihar.

## Geografie
Ebes grenzt an folgende Gemeinden:
| Nagyhegyes     |                                             | Debrecen  |
| Hajdúszoboszló | Kompassrose, die auf Nachbargemeinden zeigt |           |
|                |                                             | Mikepércs |

## Geschichte
Erste schriftliche Erwähnung als Ebey 1271 im Váradi Regestrum. Das Dorf wurde während der türkischen Herrschaft wegen der ständigen Kriege aufgegeben.

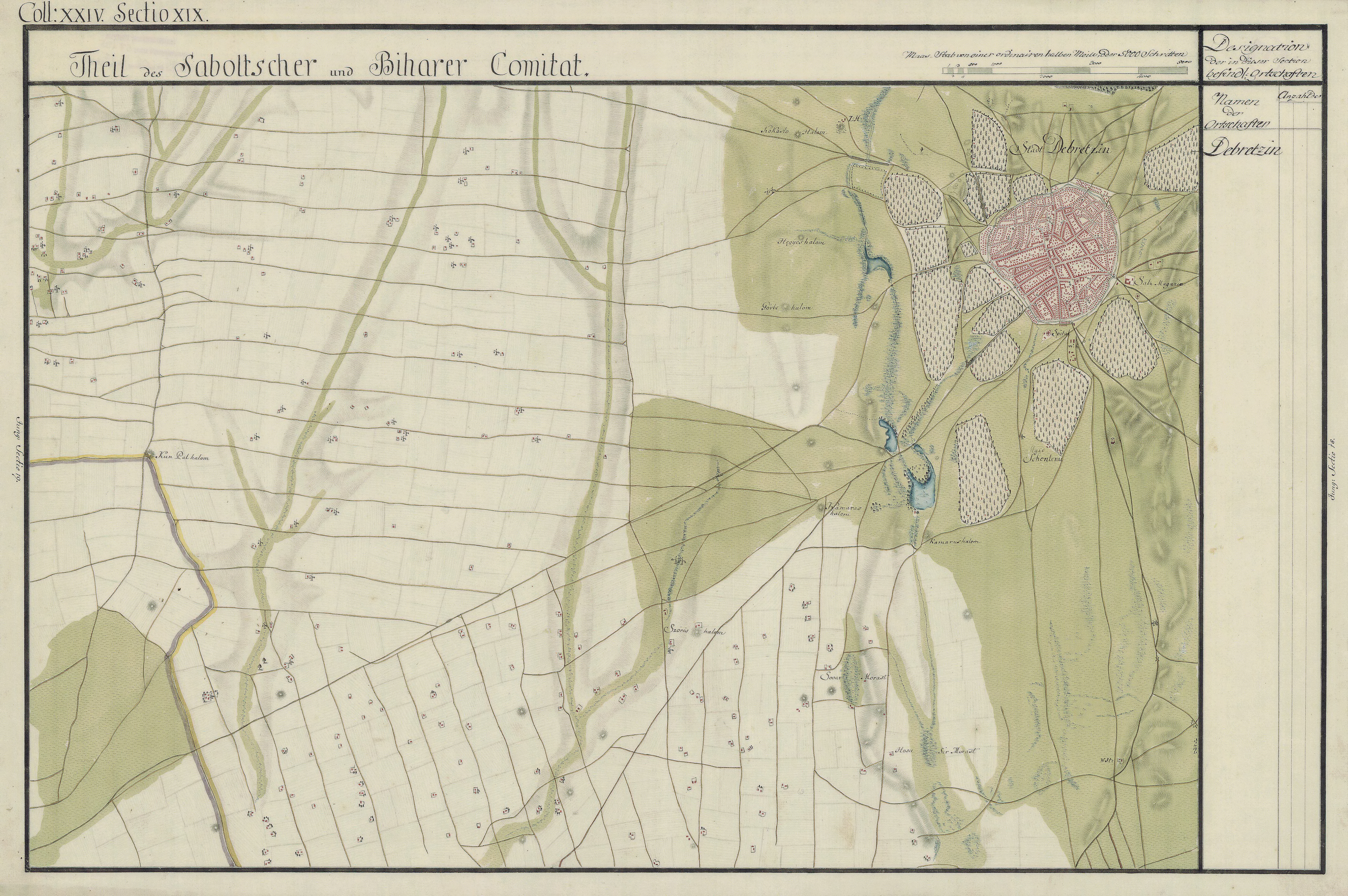
Das Gebiet um 1782 (Aufnahmeblatt der Josephinischen Landesaufnahme)
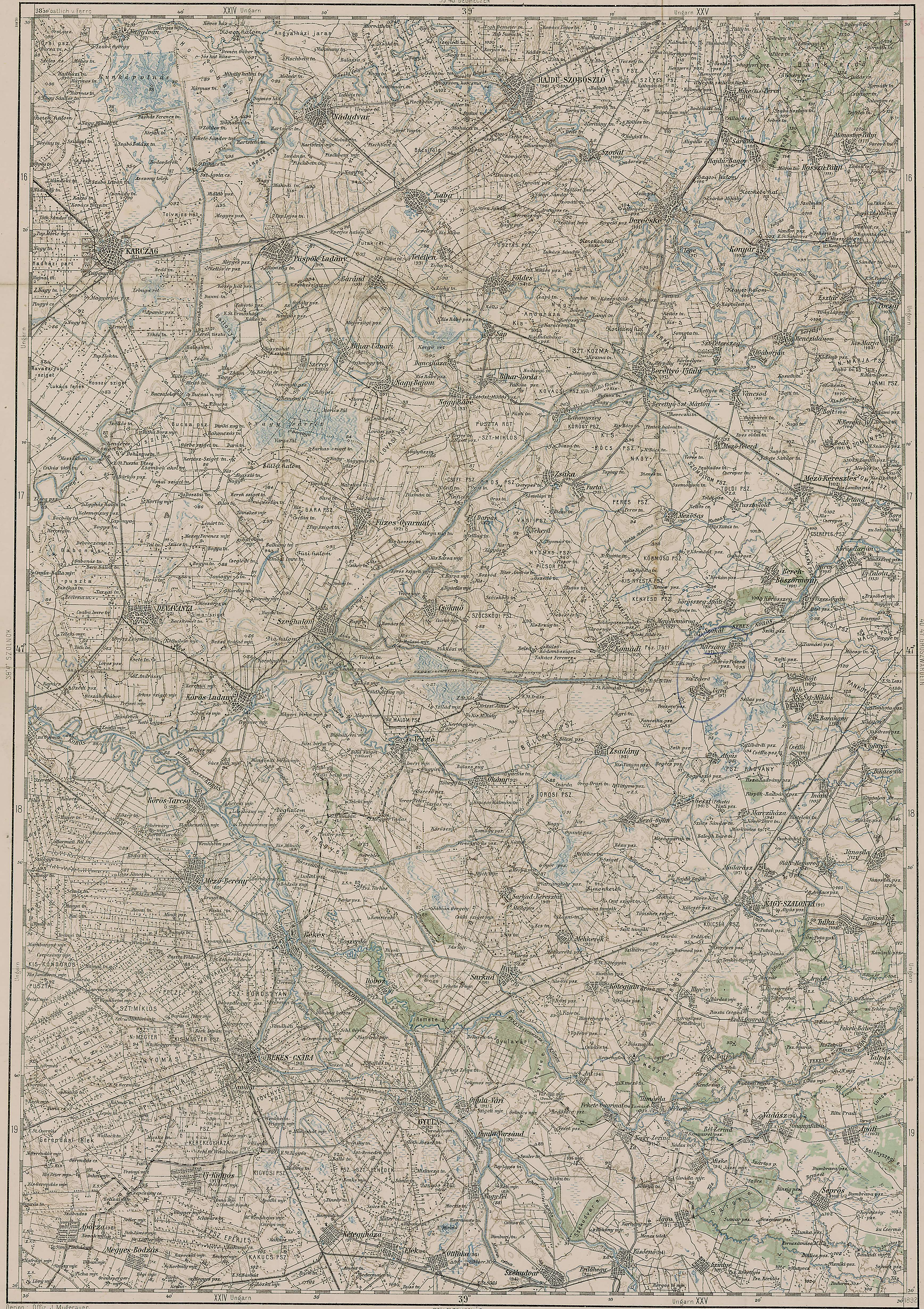
Ebes (N 47° 28'; O 39° 9') um 1892 (Aufnahmeblatt der Franzisco-Josephinischen Landesaufnahme)

## Gemeindepartnerschaften
- Balatonszárszó, Ungarn
- Meilen, Schweiz
- Polička, Tschechische Republik

## Sehenswürdigkeiten
- Ferenc-Széchényi-Heimatmuseum (Széchényi Ferenc Tájmúzeum)
- Görbe-Balogh-Landhaus (Görbe Balogh kúria), erbaut 1922
- István-Széchenyi-Statue (Gróf Széchenyi István szobra)
- Reformierte Kirche, erbaut nach Plänen von Zoltán Rácz
- Römisch-katholische Kirche Szent Lőrinc, erbaut nach Plänen von Ákos Kováts

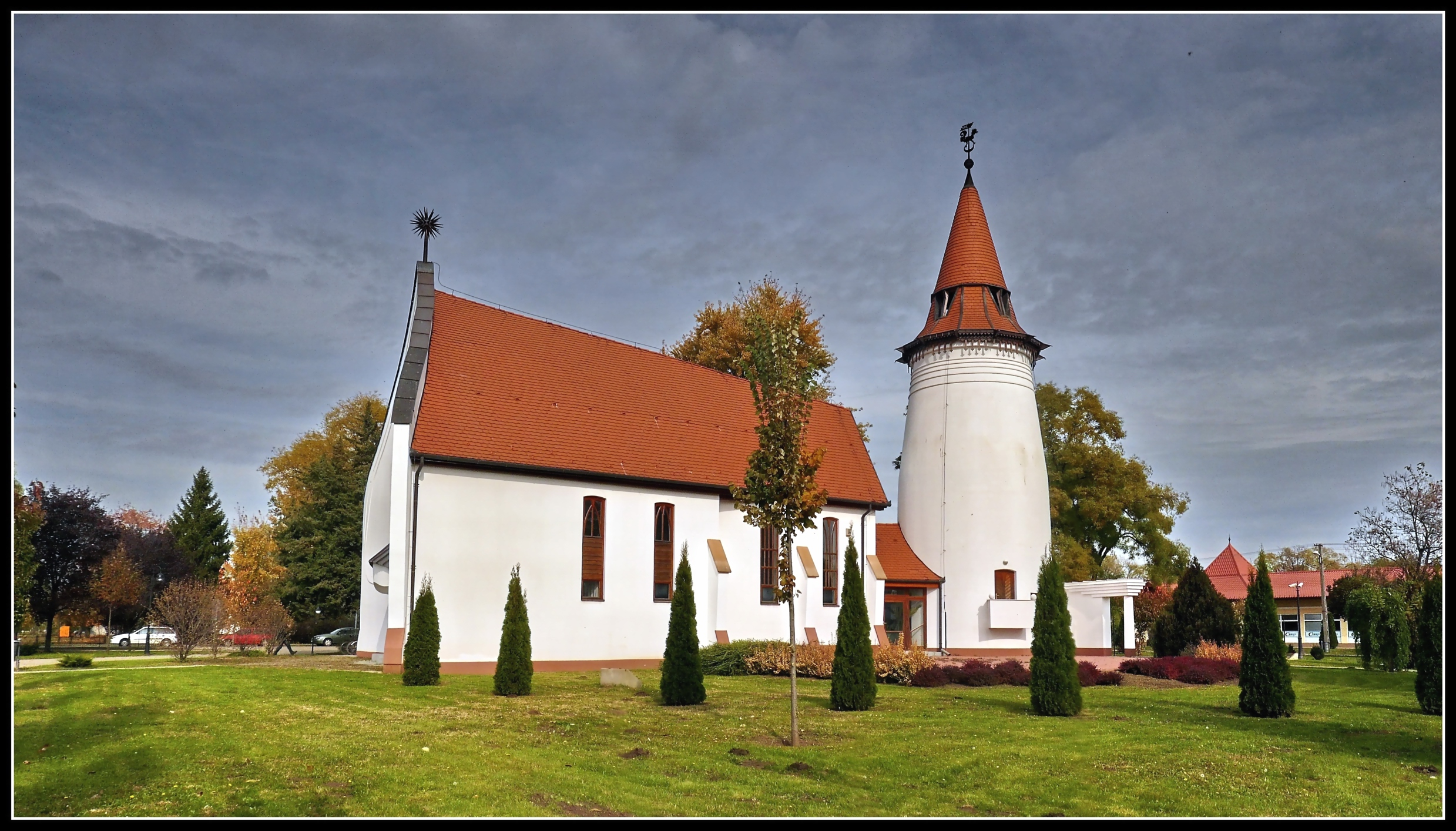
Reformierte Kirche
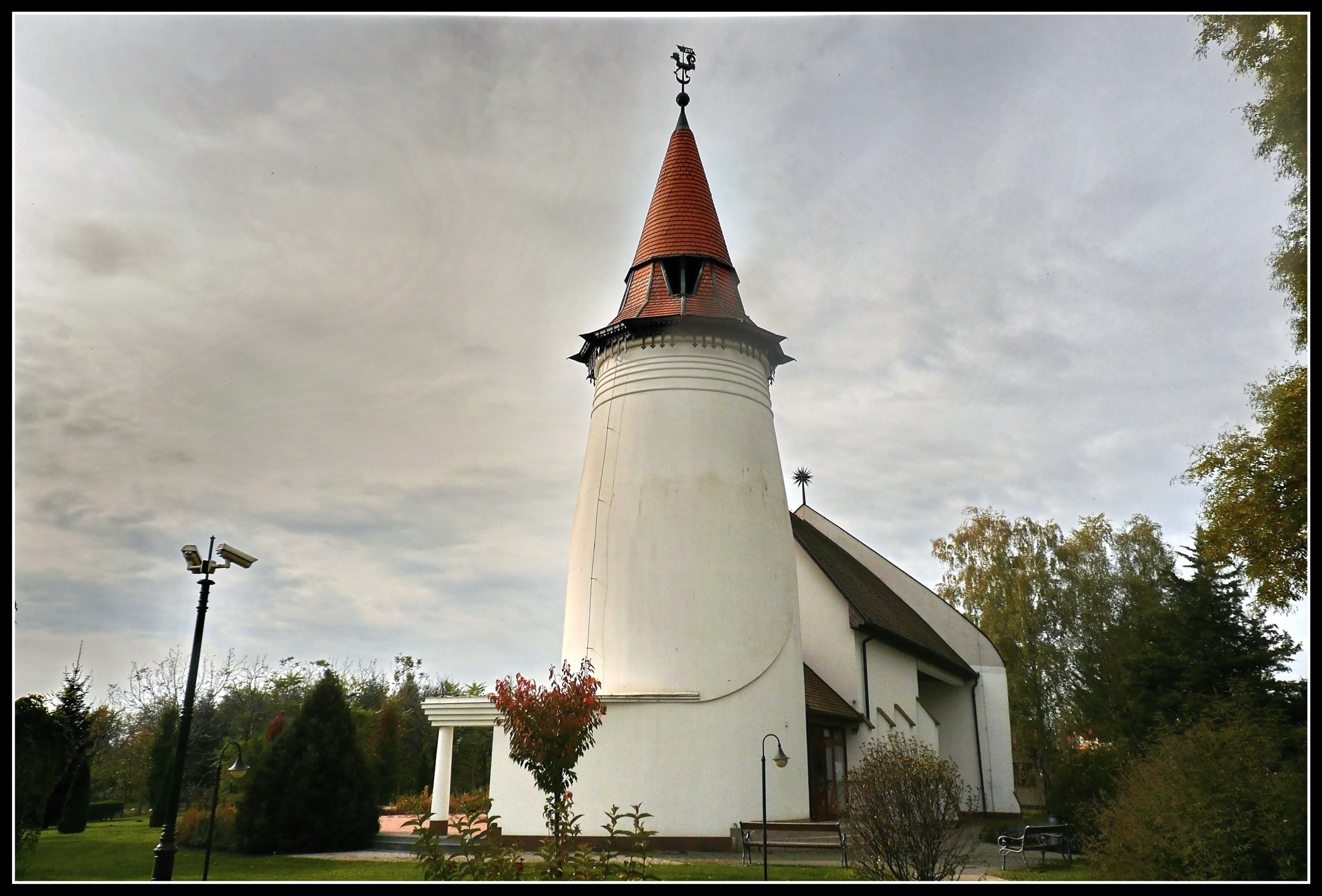
Turm der reformierten Kirche

## Verkehr
Am nördlichen Ortsrand verläuft die Hauptstraße Nr. 4. Die Gemeinde ist angebunden an die Eisenbahnstrecke von Debrecen zum Budapester Westbahnhof.